# فيلانيوفا دي لا خارا
بلدية فيلانيوفا دي لا خارا (بالإسبانية: Villanueva de la Jara)‏، هي إحدى بلديات مقاطعة قونكة إحدى مقاطعات إسبانيا، و التي تقع في منطقة قشتالة لا منتشا وسط البلاد, و المائلة لجهة الشرق من إسبانيا.
يبلغ عدد سكانها 2.100 نسمة وفقاً لإحصائية سنة (2007).